# Hales–Jewett-tétel
A Hales–Jewett-tétel a kombinatorika, ezen belül a Ramsey-elmélet egyik nevezetes tétele.

## Fogalmak
Ha N és k természetes számok, jelölje {\displaystyle {\mathcal {H}}(N,k)} azon {\displaystyle {\mathbf {x} }=(x_{1},\dots ,x_{N})} vektorok halmazát, amelyeknek minden {\displaystyle x_{i}} koordinátája egy 1 és k közötti természetes szám. Egyenesnek az olyan {\displaystyle L=\{{\mathbf {x} }_{1},\dots ,{\mathbf {x} }_{k}\}} halmazokat nevezzük, amelyekhez van indexeknek olyan nemüres S halmaza, hogy az {\displaystyle {\mathbf {x} }_{i}}-k S-en kívüli koordinátái azonosak, belül pedig {\displaystyle {\mathbf {x} }_{i}} minden koordinátája i:
{\displaystyle {\mathbf {x} }_{i}(k)={\mathbf {x} }_{j}(k),(k\notin S)}
{\displaystyle {\mathbf {x} }_{i}(k)=i(k\in S)}.

## A tétel állítása
Ha k, r természetes számok, akkor van olyan {\displaystyle N=HJ(k,r)} természetes szám, hogy a következő állítás igaz: bárhogy színezzük az {\displaystyle {\mathcal {H}}(N,k)} halmazt r színnel, mindig van egyszínű egyenes.

## Megjegyzés
A Hales–Jewett-tételből következik a van der Waerden-tétel.